# 仵城県 (吉県)
仵城県（ごじょう-けん）は、中華人民共和国山西省にかつて存在した県。現在の臨汾市吉県北東部に相当する。
南北朝時代、北魏により設置された京軍県を前身とする。太和年間には五城県と改称、更に隋朝により伍城県、唐朝により仵城県と改称された。五代十国時代、後周により廃止された。